# 奥村温良
奥村 温良 （おくむら はるよし、元禄6年2月26日（1693年4月1日） - 元文元年10月4日（1736年11月6日））は、加賀藩年寄。加賀八家奥村分家第5代当主。
父は奥村悳輝。兄弟は奥村明敬、横山貴林、奥村有定。正室は前田孝行の娘。子は奥村保命、奥村修古、奥村易直、奥村煕殷。幼名は茂松。通称は数馬、内記。

## 生涯
加賀藩年寄奥村悳輝の五男として金沢に生まれる。宝永3年（1706年）、兄明敬の死去により家督と知行1万7450石を相続する。神護寺受け取り、火消を務める。正徳元年（1711年）、人持組頭となる。藩主前田吉徳の娘喜代姫（浅野宗恒室）誕生の際に蟇目役を務める。享保8年（1723年）6月、藩主吉徳の家督相続の御礼言上の際に江戸城で将軍徳川吉宗に拝謁する。享保17年（1732年）、藩財政の最高責任者である御勝手方御用主附となる。元文元年（1736年）10月4日没。享年44。家督は長男保命が相続した。次男修古は叔父奥村有定の養子となって奥村宗家を相続した。

## 人物
人柄は穏やかで控え目、武道に秀で能書であった。